# ラレド・キッド
ラレド・キッド（Laredo Kid、男性、1983年12月30日 - ）は、メキシコの覆面レスラー。タマウリパス州ヌエボ・ラレド出身。
オスクリダー、クリニックは兄弟、ムエルテ・スビータは叔父。

## 来歴
2003年、地元インディマットでデビュー。2005年からAAAに登場。
2007年、プロレスリング・ノアに来日。

## 得意技

### フィニッシュ・ホールド
ラレド・フライ
コーナー最上段にて相手と向かい合った状態で腰部を抱え、そのまま相手ごと後方宙返りをして相手を背中からマットに叩きつけるフロント・スープレックス式の変形スパニッシュ・フライ。相手の腹部に跨るような形で着地する。
リバース・ラレド・フライ
コーナー最上段にて背後から腰元を両手でクラッチし、そのまま相手ごと後方宙返りをして顔面からマットに叩きつける、文字通りリバース式の変形ラレド・フライ。落下すると同時に自らの体重も浴びせるため威力大。
450°スプラッシュ
Laredo 630
トップコーナーから前方1+3/4回転（計630度）してセントーンを放つ技。ジャック・エバンス同型の技。

### 飛び技
トルニージョ
リング上から助走してトップロープの上に飛び乗りきりもみ回転式のプランチャ・スイシーダ。
トペ・スイシーダ
トペ・コン・ヒーロー
ラ・ケブラーダ
従来のエプロンサイドではなくリング上からトップロープで180度体を入れ替えて放つ。
ハリケーン・ラナ
リング上から助走してトップロープの上に飛び乗りハリケーン・ラナ
サマーソルト・ドロップ
リング下の相手に放つ。

### 打撃技
エルボー
エルボー・スマッシュ
バックエルボー
バックハンド・チョップ
チョップ・スマッシュ
ドロップキック
延髄斬り
フィンタ・デ・レギレテ
タイガー・フェイントキック

## 獲得タイトル
- TNAデジタル・メディア王座
- タマウリパス・タッグ王座